# Rented World
Rented World is het vierde studioalbum van de Amerikaanse punkband The Menzingers. Het album werd opgenomen in de herfst van 2013 en werd uitgegeven via het platenlabel Epitaph Records op 22 april 2014 op cd en lp.
Het album heeft twee singles voortgebracht: "In Remission", dat werd uitgegeven op 3 maart 2014, en "I Don't Wanna Be an Asshole Anymore", dat werd uitgegeven op 31 maart 2014. Voor het laatstgenoemde nummer werd een videoclip uitgebracht op 22 april 2014.

## Nummers
1. "I Don't Wanna Be an Asshole Anymore" - 3:04
2. "Bad Things" - 3:19
3. "Rodent" - 3:18
4. "Where Your Heartache Exists" - 3:35
5. "My Friend Kyle" - 3:17
6. "Transient Love" - 5:06
7. "The Talk" - 2:16
8. "Nothing Feels Good Anymore" - 3:58
9. "Hearts Unknown" - 3:04
10. "In Remission" - 3:42
11. "Sentimental Physics" - 2:47
12. "When You Died" - 4:03

## Band
- Tom May - gitaar, zang
- Joe Godino - drums
- Greg Barnett - gitaar, zang
- Eric Keen - basgitaar